# Paepalanthus orthoblepharus
Paepalanthus orthoblepharus är en gräsväxtart som beskrevs av Silveira. Paepalanthus orthoblepharus ingår i släktet Paepalanthus och familjen Eriocaulaceae. Inga underarter finns listade i Catalogue of Life.